# Simon Mensing
Simon Ross Mensing (Wolfenbüttel, 27 giugno 1982) è un ex calciatore tedesco naturalizzato inglese, di ruolo centrocampista.

## Carriera
Ha giocato con Wimbledon, Stenhousemuir, Clyde, St. Johnstone e Motherwell.. Dal 2007 al 2012 ha giocato nell'Hamilton Academical.

## Palmarès

### Club

#### Competizioni nazionali
- Scottish First Division: 1

Hamilton Academical: 2007-2008
- Scottish Challenge Cup: 1

Raith Rovers: 2013-2014